# Late Orchestration
A Late Orchestration Kanye West, amerikai hiphop előadó koncertalbuma, amely 2006. április 24-én jelent meg. Az albumon szerepeltek koncertfelvételek az előadó első két albumáról, a The College Dropoutról (2004) és a Late Registrationről (2005). 2005. szeptember 21-én vették fel a londoni Abbey Road Studiosban, 300 meghívott vendég előtt. West mellett egy 17 fős, női vonószenekar játszott és fellépett John Legend, Lupe Fiasco, GLC és Consequence is. Ugyanezen a címen megjelent egy videó, amelyben interjúk és klipek szerepeltek a négy kislemezről.
Az albumborító utalás a The Beatles 1969-es Abbey Road albumának borítójára, amelyen az együttes tagjai láthatóak, amint áthaladnak az Abbey Roadon található gyalogos átkelőn. A hiphop és a klasszikus zene egyik legjobb találkozásának tartják a Late Orchestrationt.

## Számlista
|     | Cím                                          | Hossz |
| --- | -------------------------------------------- | ----- |
| 1.  | Diamonds from Sierra Leone                   | 4:08  |
| 2.  | Touch the Sky (Lupe Fiasco közreműködésével) | 4:07  |
| 3.  | Crack Music                                  | 2:48  |
| 4.  | Drive Slow (GLC közreműködésével)            | 4:34  |
| 5.  | Through the Wire                             | 3:33  |
| 6.  | The New Workout Plan                         | 2:53  |
| 7.  | Heard 'Em Say (John Legend közreműködésével) | 4:10  |
| 8.  | All Falls Down                               | 3:13  |
| 9.  | Bring Me Down                                | 3:21  |
| 10. | Gone (Consequence közreműködésével)          | 4:15  |
| 11. | Late                                         | 3:54  |
| 12. | Jesus Walks                                  | 3:14  |
| 13. | Gold Digger (AOL Sessions) (bónuszdal)       | 3:18  |

## Slágerlista
| Slágerlista     | Legmagasabb pozíció |
| --------------- | ------------------- |
| UK Albums (OCC) | 59                  |

## Minősítések
| Régió                    | Minősítés | Példányszám |
| ------------------------ | --------- | ----------- |
| Egyesült Királyság (BPI) | Arany     | 100,000     |